# La Baronnie
La Baronnie é uma comuna francesa na região administrativa da Normandia, no departamento de Eure. Estende-se por uma área de 11.22 km². Em 2010 a comuna tinha 747 habitantes (densidade: 66,6 hab./km²).
Foi criada em 1 de janeiro de 2016, após a fusão das antigas comunas de Garencières e Quessigny.